# Đại dịch COVID-19 tại Tonga
Bài viết này ghi lại các tác động của đại dịch COVID-19 ở Tonga, và có thể không bao gồm tất cả các phản ứng và biện pháp chính hiện đại.

## Dòng thời gian
Vào ngày 29 tháng 10 năm 2021, Tonga đã xác nhận trường hợp COVID-19 đầu tiên của nước này.
Tính đến hết ngày 13 tháng 4 năm 2024, Tonga ghi nhận 16,950 trường hợp mắc COVID-19 và 13 trường hợp tử vong.